# گلاوانتسی
گلاوانتسی (به بلغاری: Glavantsi) یک منطقهٔ مسکونی در بلغارستان است که در شهرستان ترول واقع شده‌است.